# Seven de la República 1995
El Seven de la República de 1995 fue la décimo-tercera edición del torneo de rugby 7 de fin de temporada para uniones regionales afiliadas a la Unión Argentina de Rugby y la séptima en ser organizada en la ciudad de Paraná, Entre Ríos. Se llevó a cabo el 2 y 3 de diciembre de 1995 en El Plumazo, sede del Club Atlético Estudiantes de Paraná.
La Unión Riojana de Rugby participó por primera vez del torneo durante esta edición, en calidad de unión invitada, participando también bajo el nombre de La Rioja-Catamarca. El número de equipos participantes aumentó de diecinueve a veintitrés, cantidad récord en aquel entonces.
La Unión de Rugby de Rosario y el seleccionado de Buenos Aires se enfrentaron por segundo año consecutivo en la final del campeonato. Los rosarinos tuvieron revancha y se impusieron 31-7, consiguieron así su primer título en la historia del torneo y el cuarto en total para una de las uniones denominadas del interior.

## Equipos participantes
Participaron del torneo veintitrés equipos: diecinueve uniones provinciales, tres selecciones nacionales de Sudamérica y un seleccionado representativo de la Unión Argentina de Rugby.
| Equipo              | Unión                                                     |
| ------------------- | --------------------------------------------------------- |
| Alto Valle          | Unión de Rugby del Alto Valle de Río Negro y Neuquén      |
| Buenos Aires        | Unión Argentina de Rugby                                  |
| Centro              | Unión de Rugby del Centro de la Provincia de Buenos Aires |
| Chile               | Federación de Rugby de Chile                              |
| Córdoba             | Unión Cordobesa de Rugby                                  |
| Cuenca del Salado   | Unión de Rugby de la Cuenca del Salado                    |
| Cuyo                | Unión de Rugby de Cuyo                                    |
| Entre Ríos          | Unión Entrerriana de Rugby                                |
| Formosa             | Unión de Rugby de Formosa                                 |
| Jujuy               | Unión Jujeña de Rugby                                     |
| La Rioja-Catamarca  | Unión Riojana de Rugby                                    |
| Mar del Plata       | Unión de Rugby de Mar del Plata                           |
| Misiones            | Unión de Rugby de Misiones                                |
| Nordeste            | Unión de Rugby del Nordeste                               |
| Paraguay            | Unión de Rugby del Paraguay                               |
| Rosario             | Unión de Rugby de Rosario                                 |
| Salta               | Unión de Rugby de Salta                                   |
| San Juan            | Unión Sanjuanina de Rugby                                 |
| Santa Fe            | Unión Santafesina de Rugby                                |
| Santiago del Estero | Unión Santiagueña de Rugby                                |
| Sur                 | Unión de Rugby del Sur                                    |
| Tucumán             | Unión de Rugby de Tucumán                                 |
| Uruguay             | Unión de Rugby del Uruguay                                |

En cursiva los seleccionados internacionales invitados.

## Final
El seleccionado de la Unión de Rugby de Rosario era entrenado por Jorge Trevisán y Horacio Gattarello y estuvo integrado por Pedro Baraldi, Gonzalo García, Pablo Bouza, Federico Quaglia, Magín Moliné, Fernando Del Castillo, Martín Molina, Gonzalo Romero Acuña, Sebastián Ferraro y Juan Pablo Cicero.
| 3 de diciembre | Rosario | 31 - 7  | Buenos Aires | CA Estudiantes, Paraná |  |
|                |         | Reporte |              |                        |  |

## Tabla de posiciones
Posiciones finales al terminar del campeonato:
| 1.°  | Rosario            |  |  |  |  |  |  |
| 2.°  | Buenos Aires       |  |  |  |  |  |  |
| 3.°  | Nordeste           |  |  |  |  |  |  |
| 4.°  | Tucumán            |  |  |  |  |  |  |
| 5.°  | Córdoba            |  |  |  |  |  |  |
| 6.°  | Cuyo               |  |  |  |  |  |  |
| 7.°  | Salta              |  |  |  |  |  |  |
| 8.°  | Santa Fe           |  |  |  |  |  |  |
| 9.°  | Entre Ríos         |  |  |  |  |  |  |
| 10.° | Uruguay            |  |  |  |  |  |  |
| 11.° | San Juan           |  |  |  |  |  |  |
| 12.° | Mar del Plata      |  |  |  |  |  |  |
| 13.° | Alto Valle         |  |  |  |  |  |  |
| 14.° | Chile              |  |  |  |  |  |  |
| 15.° | Sgo. del Estero    |  |  |  |  |  |  |
| 16.° | Sur                |  |  |  |  |  |  |
| 17.° | Centro             |  |  |  |  |  |  |
| 18.° | Misiones           |  |  |  |  |  |  |
| 19.° | La Rioja-Catamarca |  |  |  |  |  |  |
| 20.° | Paraguay           |  |  |  |  |  |  |
| 21.° | Cuenca del Salado  |  |  |  |  |  |  |
| 22.° | Jujuy              |  |  |  |  |  |  |
| 23.° | Formosa            |  |  |  |  |  |  |

| Bandera de la Ciudad de Rosario |
| Rosario Campeón                 |
| Primer título                   |